# Drinić
Drinić är en ort i Bosnien och Hercegovina.   Den ligger i entiteten Republika Srpska, i den västra delen av landet, 170 km väster om huvudstaden Sarajevo. Drinić ligger 723 meter över havet och antalet invånare är 348.
Terrängen runt Drinić är huvudsakligen kuperad. Drinić ligger nere i en dal. Närmaste större samhälle är Drvar, 16,2 km söder om Drinić. 
I omgivningarna runt Drinić växer i huvudsak blandskog. Runt Drinić är det ganska tätbefolkat, med 67 invånare per kvadratkilometer.